# Rezydencja w Ansbachu
Rezydencja w Ansbachu – barokowa budowla, znajdująca się w Ansbach przy Fränkische Rezat obok wzgórz Frankenhöhe nieopodal Oranżerii.

## Źródła
- Christoph Graf von Pfeil: Die Möbel der Residenz Ansbach. (Verwaltung der Staatlichen Schlösser, Gärten und Seen, Kataloge der Kunstsammlungen); Prestel, München/London/New York 1999, ISBN 3-7913-2078-5.